# إم. سميث
إم. سميث (بالإنجليزية: M. J. K. Smith) (و. 1933  م) هو لاعب كريكت، ولاعب اتحاد الرغبي بريطاني، مركز لعبه هو رامي متوسط ‏.

## التعليم
تعلم في كلية القديس إدموند ‏
.

## جوائز
حصل على جوائز منها:
- نيشان الامبراطورية البريطانية من رتبة ضابط
- لاعب كريكت ويسدن للسنة  [لغات أخرى]‏

## روابط خارجية
- إم. سميث على موقع إي آس بي آن كريك إنفو (الإنجليزية)
- إم. سميث عل موقع إسبنسكروم (الإنجليزية)